# Helicobacter bilis
Helicobacter bilis é uma bactéria da família Helicobacteraceae, ordem Campylobacterales. É uma bactéria fusiforme com três a 14 múltiplos flagelos embainhados bipolares e fibras periplásmicas envolvidas na célula. É resistente à cefalotina e ao ácido nalidíxico, mas sensível ao metronidazol. Como o Helicobacter hepaticus, coloniza a bile, o fígado e o intestino de ratos e está associado a hepatites crônicas multifocais e tumores hepatocelulares.